# João Pimenta da Veiga
João Pimenta da Veiga Filho (Belo Horizonte, 2 de julio de 1947) es un político y abogado brasileño con oficina en Brasilia. Fue diputado federal por el partido MDB y Partido del Movimiento Democrático Brasileño (PMDB) de 1978 a 1988. En 1988, fue uno de los fundadores del Partido de la Social Democracia Brasileña  (PSDB) y alcalde de Bello Horizonte. Fue reelegido diputado federal por el partido PSDB de 1994 a 1998, también fue presidente nacional del PSDB de 1994 a 1995, cuando el partido asumió la presidencia de la República. Fue el ministro de Comunicaciones inmediatamente después de las privatizaciones de 1999 a 2002.
En 2014, se presentó como candidato del PSDB al estado de Minas Gerais, pero fue derrotado por el candidato del PT, Fernando Pimentel. El mismo año asumió la presidencia del Instituto Teotônio Vilela, órgano de estudios y formación política del PSDB.

## Biografía
João Pimenta da Veiga Filho nació en una familia de cuatro hermanos. La madre, Edite Paraíso Pimenta da Veiga, era profesora y el padre, João Pimenta da Veiga, era abogado criminalista. Su padre también fue diputado federal. 
Pimenta da Veiga es graduado en Ciencias Jurídicas y Sociales por la Facultad de Derecho de la Universidad Federal de Río de Janeiro. Pimenta está casado con la periodista Anna Paola Frade Pimenta da Veiga.

## Diputado federal
Ingresó en la vida pública en 1978, cuando fue elegido diputado federal por el Movimiento Democrático Brasileño (MDB), uno de los dos partidos permitidos por la Dictadura. Fue el primer diputado que denunció el atentado de Riocentro, fallido atentado implementado por la dictadura militar de Brasil, conocido por la explosión de una bomba durante un show de MPB,en 1981. Fue uno de los diputados implicados en el movimiento conocido como Diretas Já, que trabajó a favor de la democratización y la elección directa del presidente en Brasil. Con la derrota de la Emenda Dante de Oliveira, Pimenta da Veiga apoyó la elección indirecta de Tancredo Neves en el colegio electoral.
Fue reelegido diputado federal durante tres mandatos consecutivos por el Partido del Movimiento Democrático Brasileño (PMDB), donde permaneció hasta 1988. También fue diputado federal por el Partido de la Social Democracia Brasileña (PSDB) de 1994 a 1998, cuando se hizo ministro de las Comunicaciones del gobierno de Fernando Henrique Cardoso. Fue autor de proyecto de ley que preveía la creación de al menos 10 estados nuevos, algunos de ellos sin acceso por carretera: Amazonas, Pará y Mato Grosso serían divididos en nuevos estados como Aripuanã, Araguaia, Xingu, Río Negro, Solimões, Uirapuru, Madera, Juruá, Tapajós y Carajás.

## Alcalde de Belo Horizonte
Fue elegido alcalde de Belo Horizonte por el PSDB en 1989. Era el primer alcalde del partido en regentar el ayuntamiento de una capital. Durante su mandato como alcalde la ocupación Hacienda Mariquinha fue despejada. La gestión Pimenta de la Veiga intentó verticalizar la Laguna de la Pampulha, presentando un proyecto de “construcción de un centro comercial y un hotel con 204 apartamentos, en convenio con la iniciativa privada”. El proyecto también incluía la creación de islas en la laguna, que quedaron conocidas como las “islas de la fantasía”. El proyecto, que debería haberse desarrollado hacia 1991, nunca salió del papel.
En su administración implantó el Programa de Presupuesto Participativo, el PROPAR, programa de participación popular para la elección de pequeñas obras públicas por la ciudad, especialmente el asfaltado de vías. Pimenta da Veiga salió del ayuntamiento después de poco más de 12 meses de gestión para presentarse al cargo de Gobernador. Varios concejales de Belo Horizonte, entre ellos Fernando Cabral (PT), cuestionaron el uso de la propaganda de su administración en periódicos nacionales; sin embargo, el concejal Amílcar Martins (PSDB) garantizó que la publicidad había sido pagada por empresarios. Al salir del ayuntamiento, Pimenta da Veiga fue acusado por la prensa de haber usado el cargo como trampolín electoral para hacerse gobernador.
Pimenta da Veiga fracasó en su campaña para gobernador en 1990, dejando a Eduardo Azeredo en el ayuntamiento. Incapaz de gestionar el municipio, dejó como candidato a un joven político, Aécio Neves, que no llegó al segundo turno en las elecciones de 1992.

## Presidente Nacional del PSDB
En 1988, fue uno de los fundadores del PSDB junto de Eduardo Azeredo, Franco Montoro y José Serra. Fue vicepresidente del Partido de la Social Democracia Brasileña (PSDB) en 1991. Asumió la presidencia del partido en 1994, siendo uno de los principales articuladores políticos y financieros de las campañas electorales de aquel año, cuando el partido asumió la presidencia de la república con Fernando Henrique Cardoso. Su participación en las campañas del PSDB en 1998 hicieron que fuera investigado por la Policía Federal por haber recibido dinero del publicitario Marcos Valério en caso conocido como Valerioduto, en 1998, durante la campaña a gobernador de Eduardo Azeredo.

## Ministro de las Comunicaciones
Fue nombrado ministro de Comunicaciones tras la muerte del entonces ministro, Sérgio Motta, en 1998. Durante su mandato en el Ministerio de Comunicaciones la relación con el entonces gobernador Itamar Franco quedó rota. Pimenta da Veiga llegó a llamar Itamar "irresponsable" durante la crisis del Apagão. Como resultado, Itamar Franco rechazó recibirlo en 1999, cuando Pimenta da Veiga visitó Minas Gerais. 
En 2000, dimitió el entonces presidente de Correos, Egydio Bianchi, que salió acusando el ministro de tener "interés en controlar el presupuesto” de publicidad de la empresa para favorecer "un municipio de Minas Gerais”. Amplió el sistema postal nacional y también agilizó las comunicaciones postales entre ciudades fronterizas, favoreciendo la integración de los países del Mercosur. Durante su gestión, Brasil alcanzó 50 millones de teléfonos fijos y pasó de la posición 14.ª en número de teléfonos fijos al 6.º lugar en el ranking mundial. En la telefonía móvil el país alcanzó más de 30 millones de celulares, el 8.º puesto en el ranking mundial. En el sector postal, por primera vez Correos de Brasil llegaba a todos los municipios. Pimenta da Veiga garantizó la instalación de las primeras mil agencias postales bancarias en el país.
Agilizó los procesos de licitación en el sector de la radiodifusión. Más de 2000 generadores fueron ofertados, además de ser autorizadas 1000 radios comunitarias. Varias de esas licitaciones beneficiaron a políticos regionales, que pasaron a controlar radios, periódicos y operadores regionales de Televisión. Entre los políticos beneficiados se encuentra Aécio Neves, socio de la radio Arco-iris, retransmisora de la Radio Joven Pan.
La gestión de Pimenta da Veiga en el Ministerio de Comunicaciones fue la puerta de entrada de Marcos Valério dentro de Correos. Hasta entonces las actividades del publicitario se resumían la Minas Gerais. Aunque los contratos de la SMP&B de Marcos Valério comenzaron en 2003, la CPMI de los Correos consideró que la SMP&B ya lucrava indirectamente con los Correos desde 2000, tras el inicio de la gestión de Pimenta da Veiga en el Ministerio de las Comunicaciones. La CPMI de los Correos consideró sospechosa la relación entre la estatal y la agencia de publicidad Giacometti Asociados, que repasaba más del 70 % del logro en el contrato con Correos por cuenta de Marcos Valério en el Banco Rural, sumando cerca de R$ 6,8 millones. 
En abril de 2014 Pimenta da Veiga fue investigado por lavado de dinero.

## Consultoría a Marcos Valério
Pimenta da Veiga fue investigado por la Policía Federal por lavado de dinero en abril de 2014. Según la Policía Federal, el dinero habría sido desviado en el Mensalão Tucano para aprovisionar la campaña de reelección del exgobernador Eduardo Azeredo, en 1998. El Ministerio Público afirma que empresas públicas de Minas Geráis usaron eventos deportivos para desviar recursos para la SMP&B, empresa de Marcos Valério. Entre los eventos estarían el Campeonato Mundial de Supercross Etapa Brasil 1999/2000, el Iron Biker – El Desafío de las Montañas, y el Enduro Internacional de la Independencia. Tales eventos habrían sido usados como pretexto para que las estatales Compañía Minera de Minas Geráis (Comig), Compañía de Saneamiento de Minas Geráis (Copasa) y el extinto Banco del Estado de Minas Geráis (Bemge) pasaran presupuesto para la agencia de publicidad de Marcos Valério y de los dos exsocios. Este dinero sería usado “clandestinamente” en la campaña de reelección de Eduardo Azeredo al gobierno de Minas. La estimación del Ministerio Público es de R$ 3,5 millones desviados – R$ 9,3 millones en valores actualizados. La denuncia es referente a R$ 300.000 reales que Pimenta da Veiga habría recibido de Marcos Valério.
Pimenta da Veiga se defendió diciendo que el dinero obedecía a servicios prestados a Marcos Valério por su oficina de abogacía, aunque rechazó responder a qué servicio en concreto. El abogado de Marcos Valério, Rogério Lanza Tolentino, fue acusado de lavado de dinero, corrupción activa y asociación ilícita y condenado por el STF por su implicación con el escándalo Mensalão. El valor recibido por Pimenta da Veiga es seis veces mayor que el valor recibido por João Paulo Cuña, condenado por el STF por la participación en el caso Mensalão.
Marcos Valério también fue avalista de Pimenta da Veiga en un contrato de préstamo de R$ 152.000 con el banco BMG de Bello Horizonte en 2003. Pimenta da Veiga también aparece en la contabilidad de Marcos Valério por una chaqueta de cuero adquirida por R$ 2.680 reales.

## Consejo Consultivo del Gobierno José Roberto Arruda
Durante el gobierno de José Roberto Arruda en el Distrito Federal Pimenta de la Veiga fue escogido para el Consejo Consultivo del Gobierno. Durante su posesión Arruda afirmó que Pimenta era "un amigo de años y años, toda vez que necesito de un consejo es para él que yo conecto”, y garantizó que el ex-ministro escogería todos los 10 consejeros. Entre los escogidos estaba Roberto Freire (PPS). La relación solidaria entre Pimenta de la Veiga y Arruda es antigua, en 2001 él visitó Arruda inmediatamente después del Escándalo del panel electrónico y afirmó que iba "a llevar un abrazo personal". Arruda afirmaba entonces que Pimenta da Veiga "pasó toda su vida en Brasilia"

## Candidato a gobernador de Minas Generales 2014
En febrero de 2014, Pimenta de la Veiga fue escogido como precandidato al gobierno de Minas Geráis, por una coalición partidaria, en el Movimiento Todos Por Minas. Pimenta cuenta con el apoyo del también derrotado en la elección, senador Aécio Neves y del exgobernador y senador Antônio Anastasia. Durante el lanzamiento de la candidatura Pimenta de la Veiga evitó responder las preguntas sobre Eduardo Azeredo, su antiguo vicealcalde indiciado tres días antes por peculato y lavado de dinero en el caso del Mensalão Tucano en Minas Generales. El mismo mes, sin embargo, Pimenta da Veiga y Aécio Neves visitaron a Eduardo Azeredo para prestar su solidaridad al primer reo del Mensalão tucano.
El pique entre Pimenta da Veiga y Marcos Valério remonta a su tiempo en el Ministerio de las Comunicaciones, y el asunto ya era temido por el PSDB desde 2013 cuando Pimenta da Veiga hizo pública su candidatura al gobierno de Minas Geráis.
Pimenta da Veiga pasó los últimos años viviendo entre el interior del estado de Goiás, donde posee tierras y haciendas, y en la capital, Brasilia, donde queda su oficina de abogacía. En su declaración electoral constan diversos bienes e inversiones en DF y en Goiás, pero ninguna actividad económica o inmuebe en Minas Geráis. Pimenta da Veiga es también el candidato más rico al gobierno del Minas Geráis, con R$ 10,5 millones en bienes. Solamente su propiedad dentro del Distrito Federal tiene más de un millón de metros cuadrados, y él declaró un valor de R$ 942 mil reales.
El candidato Pimenta da Veiga fue derrotado con el 41,89 % de los votos por el entonces candidato por el Partido de los Trabajadores, Fernando Pimentel, con el 52,98 % de los votos.